# Ten Miyagi
Ten Miyagi (宮城 天 Miyagi Ten?), född 2 juni 2001 i Kanagawa prefektur, är en japansk fotbollsspelare.
Miyagi började sin karriär 2020 i Kataller Toyama. Han spelade 20 ligamatcher för klubben. 2021 flyttade han till Kawasaki Frontale.